# Thomas Couture
Thomas Couture (Senlis, 21 december 1815 – Villiers-le-Bel, 30 maart 1879) was een Frans schilder en docent in de beeldende kunst.

## Biografie
Thomas Couture verhuisde op elfjarige leeftijd met zijn familie naar Parijs. Daar studeerde hij eerst aan de École des Arts et Métiers en later aan de École des Beaux-Arts. Hij was een leerling van Antoine-Jean Gros (1830 – 1835) en van Paul Delaroche (1838 en 1839). Hij dong zes keer mee naar de Prix de Rome, maar won alleen een tweede plaats in 1837. Volgens Couture zelf zeiden zijn leraren dat hij weliswaar een veelbelovend talent was, maar dat de ware academische stijl hem nog ontbrak en dat hij nog niet serieus genoeg was. Hij zette zich daarna af tegen de École des Beaux-Arts en ging zijn eigen weg. De invloed van de Venetiaanse renaissanceschilders zoals Titiaan en Paolo Veronese en eigentijdse kunstenaars als Alexandre-Gabriel Decamps is uit zijn werk af te lezen. Hij gebruikte brede penseelstreken en volle kleuren.
In 1840 begon hij met het tentoonstellen van zijn werk in de Parijse salon. Hij won verschillende prijzen voor zijn werk, in het bijzonder voor het historiestuk Les Romains de la décadence uit 1847. Het schilderij werd door de Franse staat aangekocht. Na dit succes opende Couture een atelier. Hij wilde concurreren met de École des Beaux-Arts door zelf de beste schilders op te leiden in de historiserende stijl. Hij wilde dat zijn leerlingen zo veel mogelijk heldere, zuivere kleuren gebruikten en dat ze de kleuren van het palet onderling zo min mogelijk mengden.
Coutures techniek trok veel aandacht en hij kreeg tussen 1847 en 1860 verschillende opdrachten van de overheid en van kerken voor muurschilderingen. Voor de kapel van de Heilige Maagd in de Église Saint-Eustache in Parijs begon hij een schildering van Maria, omringd door dertien engelen, die hij pas in 1856 voltooide. Zijn critici verweten hem dat de figuren te aards waren en te weinig spiritualiteit vertoonden. In 1855 exposeerde hij op de Wereldtentoonstelling in Parijs, won een gouden medaille, maar vond desondanks dat hem niet de eer te beurt viel die hij verdiende. Het duurde toen tot 1872 voordat hij weer aan de Parijse salon deelnam.
Teleurgesteld verliet hij in 1860 Parijs en keerde terug naar zijn geboortestad Senlis om daar les te geven aan jonge kunstenaars.
In 1867 verscheen er een boek van zijn hand, Méthode et entretiens d'atelier, waarin hij zijn ideeën en methoden uitlegde. In het werk beschrijft hij zijn filosofische visie op kunst, maar ook geeft hij praktische tips voor het schilderen. Zo omschrijft hij hoe de schilder een doek moet opzetten. Eerst alleen met bitumen, ivoorzwart, bruinrood en kobalt, waardoor je een grauwe toon krijgt. Hiervoor zijn penselen van marterhaar met lange haren nodig. Daarna moet het palet worden schoongemaakt en gebruikt de schilder liefst bitumen, zinkwit, napelsgeel, gele oker, kobalt, vermiljoen, roodbruin, laque, gebrande sienna en ivoorzwart. Naast praktische instructies voor het schilderen beveelt Couture het lezen aan van onder anderen Homerus, Vergilius en William Shakespeare.
In 1869 trekt hij naar het platteland en legt zich toe op het maken van genrestukken. Deze verkoopt hij voor een groot deel aan Amerikaanse kunstliefhebbers.
Thomas Couture was leraar van onder meer Anselm Feuerbach, Édouard Manet, Henri Fantin-Latour, Pierre Puvis de Chavannes, Ludovic Piette, John LaFarge en William Morris Hunt. Een van zijn eigen leerlingen was Eastman Johnson.
Gedurende de 19e en de 20e eeuw bleef Couture in de kunstwereld vooral bekend als de leraar van Manet, totdat vanaf de jaren zeventig van de 20e eeuw de vertegenwoordigers van de academische kunst weer meer aandacht kregen.
Thomas Couture ligt begraven op het kerkhof van Père-Lachaise in Parijs.

## Galerij

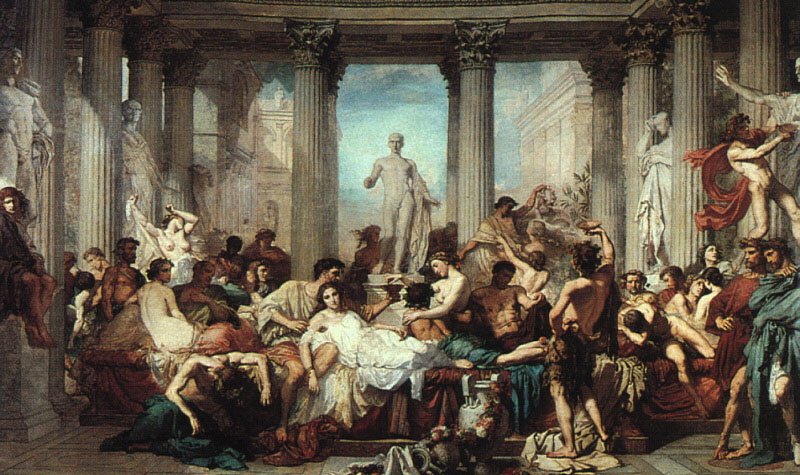
Les Romains de la décadence
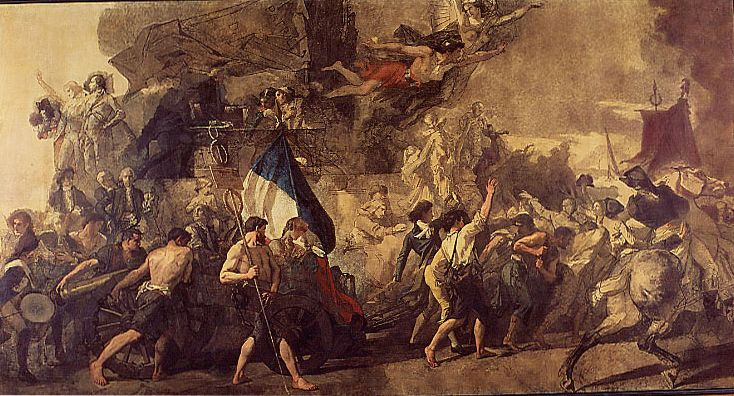
L'Enrôlement des Volontaires de 1792
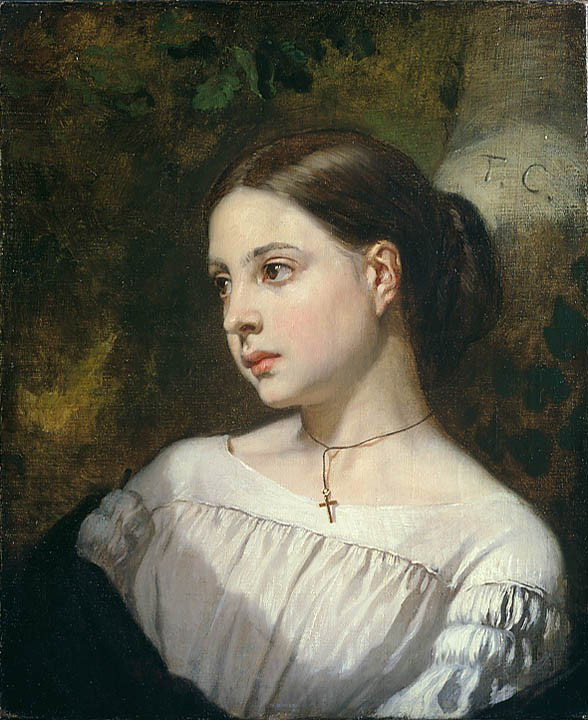
Portret van een meisje

- Biblioteca Nacional de España: XX5534993
- Bibliothèque nationale de France: cb13013950j (data)
- CiNii: DA05181944
- Gemeinsame Normdatei: 118670328
- International Standard Name Identifier: 0000 0001 1591 4751
- KulturNav: 84e74c6f-99fc-41a5-93e9-824413cd10d7
- Library of Congress Control Number: n79122033
- Base Léonore: LH//622/23
- Nationale Bibliotheek van Tsjechië: xx0133382
- Nationale bibliotheek van Australië: 35031682
- Nationale Bibliotheek van Israël: 987007446593505171
- Nationale Bibliotheek van Polen: a0000001926558
- Nederlandse Thesaurus van Auteursnamen: 069355169
- Réseau des bibliothèques de Suisse occidentale: 02-A003140948
- RKD-Nederlands Instituut voor Kunstgeschiedenis: 18810
- LIBRIS: 182913
- SNAC: w65142v8
- Système universitaire de documentation: 050143921
- Trove: 804428
- Union List of Artist Names: 500115403
- Virtual International Authority File: 7522264
- WorldCat: E39PBJhdf437XvwwhbFV3mCqQq